# Rogas abraxas
Rogas abraxas är en stekelart som beskrevs av Bano 2001. Rogas abraxas ingår i släktet Rogas och familjen bracksteklar. Inga underarter finns listade i Catalogue of Life.